# Проєкт Одеського метрополітену
Оде́ський метрополіте́н — проєкт Одеської міської ради з побудови метро у місті Одеса.

## Проєкт
Одеський метрополітен було заплановано побудувати при затверджені генерального плану міста на 2031 рік. Ще 30 листопада 2007 року спеціаліст з питань транспорту при комісії розробки «Генплану-2031», Дмитро Жуков, заявив, що цей проєкт передбачає побудову метро у місті. Таким чином, за проєктом, метро має з'єднати спальний Пересипський район із центром міста та із південними районами, зокрема, Київським. Загальна довжина гілки метро сягатиме 38 кілометрів. Однак досі ще не вирішено, чи буде це підземна гілка метро, або ж наземна. Щоправда, згодом ця ідея не набула підтримки серед влади. Утім, згодом, при підготовці проєкту «Одеса — 2022», у 2012 році міська влада знову заявила про намір будувати метрополітен у місті.